# Ariadna caerulea
Ariadna caerulea là một loài nhện trong họ Segestriidae.
Loài này thuộc chi Ariadna. Ariadna caerulea được Eugen von Keyserling miêu tả năm 1877.